# Taro Island
Taro Island – jedna z wysp położona w archipelagu Wysp Salomona; stolica Prowincji Choiseul; 810 mieszkańców (2009). Ośrodek turystyczny, obsługiwany przez Port lotniczy Choiseul Bay.